# Costello-Syndrom
Das Costello-Syndrom ist eine sehr seltene angeborene Erkrankung mit den Hauptmerkmalen Intelligenzminderung, Gedeihstörung, Kleinwuchs, ungewöhnlich flexible Gelenke, weiche Haut (Waschfrauenhände) und ausgeprägte Gesichtszüge. Das Syndrom gehört zu den RASopathien.
Synonyme sind: FCS-Syndrom; Fazio-kutano-skelettales Syndrom
Erstmals berichtet wurde 1977 von dieser Erkrankung durch den neuseeländischen Kinderarzt Jack Murray Costello,  das zugrunde liegende Gen wurde erst 2005 entdeckt.

## Verbreitung
Die Häufigkeit wird auf  1 zu 300.000 bis 1 zu 1.250.000 geschätzt, die Vererbung erfolgt teilweise autosomal-dominant.

## Ursache
Der Erkrankung liegen heterozygote Mutationen im HRAS-Proto-Onkogen auf Chromosom 11 Genort p15.5 zugrunde,  das an der Kontrolle des Zellwachstums und der Zellteilung beteiligt ist.
Mutationen in diesem Gen liegen auch einer Variante des Costello-Syndroms zugrunde, der Myopathy with muscle spindle excess.

## Klinische Erscheinungen
Kinder mit Costello-Syndrom sind bei Geburt vielfach normal groß, aber in der Entwicklung verzögert. Besondere charakteristische äußerliche Kennzeichen sind Kleinwüchsigkeit, ungewöhnlich flexible Gelenke, Falten aus überschüssiger Haut insbesondere an den Händen (Waschfrauenhände) und Füßen, dicke Lippen, Kräuselhaar, mentale Retardierung, craniofaciale, kardiologische und dermatologische Abnormalitäten. Weiters kommt es noch zur verfrühten Alterung und einer erhöhten Prädisposition für eine Vielzahl von Tumoren.
Klinische Kriterien sind:
- überdurchschnittliches Geburtsgewicht, leichter Hydrops fetalis
- Ernährungsschwierigkeiten und Gedeihstörungen, häufig wird eine Ernährungssonde benötigt
- leichte bis mittlere Intelligenzminderung
- relativ großer Kopf, grobe Gesichtszüge (Epikanthusfalten, volle Wangen, tief ansetzende und abstehende Ohrmuscheln, nach oben gebogene Nasenspitze, großer Mund mit hervorstehenden Lippen),
- dünnes Kopfhaar, lockere, weiche Haut mit tiefen Palmar- und Plantarfalten und Papillome während der Kindheit
- später Ulnardeviation der Handgelenke und Finger, Hüftdysplasie und Kyphoskoliose
- Herzfehler wie Lungenklappenstenose, Arrhythmie oder Hypertrophe Kardiomyopathie
- neurologisch Hydrozephalus, Krampfanfälle, Arnold-Chiari-Malformation Typ I, Syringomyelie und Tethered cord

Hinzu kommen oft eine Verkürzung der Achillessehnen, verzögerte Pubertät und häufig Zeichen vorzeitiger Alterung, Osteoporose und Osteopenie.
Es besteht ein erhöhtes Risiko von etwa 10–15 % für solide bösartige Tumore im frühen Kindesalter und Urothelkarzinom bei Jugendlichen.

## Diagnostik
Die Diagnose basiert auf der Kombination klinischer Befunde und kann  bereits vorgeburtlich durch  molekulargenetischen Test, beispielsweise durch DNA-Sequenzierung (HRAS_Sequenzanalyse) bestätigt werden.

## Differentialdiagnostik
Abzugrenzen sind andere RASopathien wie das Kardio-fazio-kutanes Syndrom sowie das Noonan-Syndrom, die beide eine deutliche klinische Überlappung der Symptome aufweisen, sowie das Beckwith-Wiedemann-Syndrom, das LEOPARD-Syndrom als Variante des Noonan-Syndromes und das Simpson-Golabi-Behmel-Syndrom.

## Therapie
Eine kausale Behandlung ist nicht möglich. Ultraschalluntersuchungen als Screening für Neuroblastome und Rhabdomyosarkome bis zum Alter von 8 bis 10 Jahren werden empfohlen.

## Prognose
Die Aussichten hängen von der genauen Missense-Mutation ab, es sind bereits in der Neugeborenenzeit letale und abgeschwächte Formen beschrieben worden.